# Повернення помідорів-убивць
«Повернення помідорів-вбивць!» (англ. Return of the Killer Tomatoes!) — американський комедійний фільм жахів. Продовження фільму Напад помідорів-вбивць! 1978 року.

## Сюжет
Помідори, перетворені старим міським алхіміком доктором Гангріном в суперістоти, сіють смерть і руйнування. Але в цій «помідорній» феєрії явно переважає веселий настрій, і страх, який насаджується соковитими плодами, все ж не заважає городянам співати й танцювати. Герой фільму навіть закохується в жінку, не підозрюючи про її «помідорне» походження.

## У ролях
- Ентоні Старк — Чад Фінлеттер
- Джордж Клуні — Метт Стівенс
- Карен Містал — Тара Бумдей
- Стів Лундквіст — Ігор
- Джон Естін — професор Гангрін
- Чарлі Джонс[en] — спортивний коментатор
- Дж. Стефен Піс — Вілбур Фінлеттер
- Майкл Віллані — Боб Доунс
- Френк Девіс — Сем Сміт
- Харві Вебер — Сід
- Джон Де Белло — Чарльз Вайт / режисер
- Йен Хаттон — Грег Колбурн
- Гордон Ховард — клієнт піца
- Рік Роквелл — Джим Річардсон / дилер помідорів
- Коста Діллон — тюремник / людина на стоянці / замовник / репортер
- Марк Вензел — мім
- Спайк Соррентіно — власник магазину
- Девлін — покупець
- Еліс Ізі Сквізін — Ларрі Змія
- Джон Ара Мартін — офіціант
- Д.Дж. Салліван — місіс Вільямс
- Дебора Гейтс — жінка на стоянці
- Чад Пііс — хороший хлопець
- Бретт Пііс — кращий хлопець
- Клінт Пііс — найкращий хлопець
- Дейв Адамс — TV Лиходій-учений
- Тері Вейгель — Matt's Playmate
- Дебі Фарес — Matt's Tomato
- Том Оуенс — рефері
- Дірдрі Ендрюс — репортер
- Рон Трім — репортер
- Кайамі Куоха — маленька дівчинка
- Брюс Бінковскі — тато
- Мері М. Іган — бабуся ДеБелло
- Баррі Ратто — томатна людина
- Френк Орлет — томатна людина
- Майкл Грін — томатна людина
- Патрік Боланк — томатна людина
- Кевін Б. Гросс — томатна людина
- Шоун Стоун — томатна людина
- Сіт Кача — томатна людина
- Брюс Тейлор — томатна людина
- Джері Л. Моатс ст. — томатна людина

в титрах не вказані
- Гарі Кондіт — Pizzeria patron
- Даг Інголд — Pizza Patron
- Майкл Джозеф Пірс — покупець
- Аббі С. Соларц — голос за кадром
- Керол Стоддард — бігун
- Джон Стреано — ресторанний скрипаль